# Relationer mellan Sverige och Uruguay
Relationer mellan Sverige och Uruguay är de diplomatiska förbindelserna mellan Sverige och Uruguay. Sverige har ett konsultat i Montevideo; medan Sveriges ambassadör i Buenos Aires för närvarande även ansvarar för Uruguay.  Uruguay har en ambassad i Stockholm, som också ansvarar för Norge, Danmark, Finland, Lettland och Estland.
Sverige blev en tillflyktsort för många uruguayaner i exil under militärdiktaturens dagar (1973-1985); och flera Uruguayner valde efter diktaturens fall att stanna kvar i Sverige.

## Statsbesök
I oktober 2011 kom Uruguays president José Mujica på besök till Sverige.

### Fotnoter
1. ↑  ”Swedish Embassy in Buenos Aires and Consulate in Montevideo”. Arkiverad från originalet den 10 januari 2015. https://web.archive.org/web/20150110054513/http://www.swedenabroad.com/sv-SE/Ambassader/Buenos-Aires/Kontakt/Ambassaden--konsulat/. Läst 1 februari 2015. (svenska)
2. ↑  Embajadas y Consulados (spanska)
3. ↑  ”Embassy of Uruguay”. Uruguayansk-skandinaviska handelskammaren. http://www.caun.org.uy/docs/resumen_de_actividades_embajada_de_uruguay.pdf. Läst 1 februari 2015.[död länk] (spanska)
4. ↑  ”Suecia: Uruguay del norte”. EL PAIS. 1 februari 2015. http://www.elpais.com.uy/domingo/suecia-uruguay-norte.html. (spanska)
5. ↑  ”Mujica viaja a Europa: inversiones y apoyo a la enseñanza terciaria”. La República. 7 oktober 2011. http://www.lr21.com.uy/politica/474650-mujica-viaja-a-europa-inversiones-y-apoyo-a-la-ensenanza-terciaria. (spanska)